# PFC Vidima-Rakovski Sevlievo
El PFC Vidima-Rakovski Sevlievo (búlgaro: ПФК Видима-Раковски Севлиево) es un club de fútbol búlgaro de la ciudad de Sevlievo y fundado el 29 de diciembre de 1922 como SC Rakovski. El equipo disputa sus partidos como local en el Estadio Rakovski y juega en la B PFG, la segunda división de Bulgaria.
El SC Rakovski desapareció el 2 de septiembre de 1997 y el club fue renombrado al actual Vidima-Rakovski. El club pasó la mayor parte de su historia en las categorías más modestas del fútbol búlgaro hasta 2003, año en el que ascendió a la A PFG por primera vez.

## Estadio
El estadio Rakovski es el estadio del club en Sevlievo. El recinto tiene una capacidad exacta de 8.816 espectadores y fue inaugurado en 1958. Desde entonces sólo ha sido reformado en una ocasión, en 2001, cuando se instalaron asientos de plástico y el marcador electrónico.

## Jugadores destacados
- Marian Dragnes
- Ivaylo Stoimenov
- Borislav Stoychev
- Ivan Todorov
- Paul Adado